# Гогия, Давид Раиндович
Деви Раиндович Гогия (Дэви Гогия; род. 29 февраля 1976, Сенаки, Грузия) — российский боксёр. Мастер спорта международного класса. Трёхкратный призёр чемпионатов России среди любителей, обладатель Кубка России. Победитель международных турниров в Дании, Югославии.
В Грузии выполнил норматив кандидата в мастера спорта. В Тольятти приехал в январе 1994, начал заниматься в вазовской школе бокса у Анатолия Степанова. Правша. 
В 2001 году окончил Тольяттинский политехнический институт.
В 2003 году принял предложение от только что созданного в Тольятти клуба «Проффайтэ», перейдя в профессионалы. Провёл 19 боёв, одержал побед 17 (4 нокаутом) при двух поражениях.
Чемпион России в суперсреднем (до 76,203 кг) среди профессионалов. Стал чемпионом Европы в октябре 2006 в Санкт-Петербурге, одержав победу над Мгером Мкртчяном, подтвердил титул в декабре 2006 в бою во Франции с Жаксоном Шане.
Позиции в рейтингах:
- 15 — WBC Суперсредний вес (октябрь 2007)
- 7 — WBA Суперсредний вес (апрель 2007)
- 15 — IBF Суперсредний вес (декабрь 2007)
- 14 — WBO Суперсредний вес (май 2007)
- Чемпион Европы — EBU Суперсредний вес (апрель 2007)

1 июня 2007 во Франции во второй защите своего титула против экс-чемпиона WBC в этом весе Кристиана Санавии из Италии проиграл по очкам (115—116, 117—112 и 116—114) и уступил титул.